# Zugmontites
Zugmontites là một chi động vật chân đầu đã tuyệt chủng.